# Шпичка Валерій Пантелейович
Валерій Пантелейович Шпичка (нар. 13 червня 1957) — український футбольний функціонер. Колишній президент футбольних клубів «Зоря» (Луганськ) і «Комунальник» (Луганськ).

## «Зоря»
Улітку 2005 придбав у попереднього президента Юрія Севастьянова за невелику суму футбольний клуб «Зоря», погасив заборгованості команди, що становили понад 230 тис. доларів і вже наступного року колектив вийшов з першої до вищої ліги.
Згодом у клубі почалися фінансові негаразди і для залучення нових коштів влітку 2006 року Шпичка продав 50 % акцій «Зорі» бізнесменам Валерію Букаєву та Олександру Єгорову. Валерій Шпичка продовжував бути президентом, Валерій Букаєв став почесним президентом, а Олександр Єгоров обійняв посаду віце-президента. Власники клубу почали конфліктувати, оскільки нові акціонери вклали в команду значні кошти, а президент начебто дав усну обіцянку покинути з 1 січня 2007 року свій пост і передати управління клубом Букаєву, але не зробив цього. Зранку 2 березня 2007, під час перебування Шпички закордоном, Єгоров зі своїми людьми захопили офіс ФК «Зоря» та винесли звідти папки з важливою документацією клубу. Наступного дня президент з допомогою правоохоронців повернув офіс, але нові власники відмовилися віддавати документи клубу. Реальними спонсорами команди були Букаєв і Єгоров, але згідно з позицією ФФУ єдиним повноправним офіційним представником клубу залишався Валерій Шпичка. Навесні 2007 року ситуація навколо боротьби за президентське крісло дійшла до абсурду, коли напередодні одного з матчів навіть надруковано по 2 види квитків та офіційних програмок — від кожного з президентів.
6 квітня 2007 Валерій Шпичка скликав прес-конференцію, де офіційно заявив, що передає свої повноваження та пакет акцій «Зорі» Валерієві Букаєву, а також повідомив про намір створення власного футбольного клубу, що представлятиме Луганщину в другій лізі.

## «Комунальник»
Перед початком сезону 2007/08 Шпичка мав намір зареєструвати новостворений клуб під назвою «Зоря-Луганськ», оскільки був власником торгового бренду «Зоря» ще з часів свого президентства у колишньому клубі. Проте керівництво «Зорі» (Луганськ) оскаржило права Шпички на бренд під назвою «Зоря».
Новостворена команда отримала назву «Комунальник» і відразу в першому ж сезоні перемогла в групі Б другої ліги 2007/08, завоювавши право виступати в першій лізі сезону 2008/09. Однак, там команда відіграла лише 13 турів і в жовтні 2008 року знялася зі змагань.